# Sawin (województwo lubelskie)
Sawin – wieś w Polsce, położona w województwie lubelskim, w powiecie chełmskim, w gminie Sawin. Leży przy drodze wojewódzkiej nr 812, 15 km na północ od Chełma.
Dawne prywatne miasto duchowne, własność biskupów chełmskich, lokowane w 1456 roku położone było w XVI wieku w województwie ruskim. W latach 1869–1954 miejscowość była siedzibą gminy Bukowa. W latach 1975–1998 miejscowość administracyjnie należała do województwa chełmskiego. 
Administracyjnie wieś jest sołectwem, siedzibą gminy gminy Sawin. Według Narodowego Spisu Powszechnego (marzec 2011 r.) wieś liczyła 2142 mieszkańców i była największą miejscowością gminy.
Wieś jest siedzibą rzymskokatolickiej parafii Przemienienia Pańskiego.
| SIMC    | Nazwa             | Rodzaj    |
| ------- | ----------------- | --------- |
| 0107198 | Grabowa           | część wsi |
| 0107235 | Malinówka-Gajówka | część wsi |

## Historia
Osada Sawin istniała już w połowie XIV wieku. Prawa miejskie uzyskała w 1456 nadaniem Kazimierza Jagiellończyka, który rozległymi dobrami z Sawinem w centrum uposażył biskupów chełmskich. Lokację tę na prawie magdeburskim odnowił w roku 1506 biskup Mikołaj Kościelecki. W 1795 roku Sawin znalazł się w zaborze austriackim. Od 1809 roku Sawin należał do Księstwa Warszawskiego, a od 1815 roku do Królestwa Polskiego. Podczas powstania styczniowego, w 1863 roku w pobliżu Sawina doszło do kilku potyczek polskich powstańców z wojskami rosyjskimi. 13 stycznia 1870 r. pozbawiono Sawin praw miejskich. Podczas I wojny światowej, w 1915 roku wycofujące się wojska rosyjskie spaliły Sawin. W okresie międzywojennym, w 1921 roku w Sawinie żyło 622 Żydów, stanowiąc 48% ogółu mieszkańców.
Podczas II wojny światowej, we wrześniu 1939 roku w pobliżu Sawina doszło do jednodniowej bitwy polskich oddziałów z nacierającymi Niemcami. W 1940 roku Niemcy utworzyli w Sawinie obóz pracy przymusowej dla Żydów, którzy budowali fortyfikacje graniczne oraz drogi. Przeprowadzili także regulację rzek Uherki i Lepituchy. W czerwcu 1942 roku wszystkich Żydów z Sawina wywieziono do ośrodka zagłady w Sobiborze. Po buncie w ośrodku zagłady Żydów w Sobiborze, na posterunku Wehrmachtu w Sawinie złapano 6 Żydów z Sobiboru. Niemcy w pobliżu Sawina prowadzili próby z rakietami V-2. W okolicy działała polska partyzantka. Sawin został przejęty w lipcu 1944 roku przez wojska sowieckie.

## Zabytki
- Kościół Przemienienia Pańskiego w Sawinie, późnobarokowy z XVIII wieku
- cmentarz żydowski – z XVIII wieku